# Ceratina rossi
Ceratina rossi är en biart som först beskrevs av Daly 1988.  Ceratina rossi ingår i släktet märgbin, och familjen långtungebin. Inga underarter finns listade i Catalogue of Life.